# 遠藤一夫
遠藤一夫（えんどう かずお、1926年5月11日 - 1994年3月21日）は、日本の化学工学者・科学史家・文筆家。工学博士（東京工業大学・論文博士・1961年）（学位論文「撹拌槽における撹拌強度の工学的研究」）。北海道大学名誉教授。

## 略歴
東京生まれ。東京工業大学化学工学科卒。旧制同大学院特別研究生修了。1961年「撹拌槽における撹拌強度の工学的研究」で東京工業大学より工学博士の学位を取得。北海道大学工学部合成化学工学科助教授、教授、1990年定年退官、名誉教授、北海道情報大学教授。一般向け、子供向けの著作が多い。
1994年3月21日、呼吸不全のため死去。

## 著書
- 『食品工業の混合と攪拌』光琳書院 食品工学シリーズ 1963
- 『資源と生活』コロナ社 1965
- 『資源の風景 暮らしの環境を見直す』講談社ブルーバックス 1978
- 『名前のある数』山下勇三絵 岩波書店 1979 算数と理科の本
- 『おやじの昭和 戦前の暮し方と日章旗』ダイヤモンド社 1981　のち中公文庫
- 『風でうごくおもちゃ』村田道紀え 岩波書店 1981 ぼくのさんすう・わたしのりか
- 『かげのはなし 太陽と地球と影』佐藤守作絵 岩崎書店 1983 知識の絵本
- 『じゃがいもとさつまいも 飢饉をすくった食べもの』帆足次郎絵 岩崎書店 1984 知識の絵本
- 『空気・水・食べもの 人が生きる条件 げんし人オーさん一家のくらし』佐藤守絵 岩崎書店 1985 知識の絵本
- 『食べものの発明発見物語 縄文人の食卓から宇宙食まで』国土社 1985 発明発見物語全集
- 『人の道・車の道 道と人のくらし』帆足次郎絵 岩崎書店 1986 社会とくらしの絵本
- 『ふしぎなエンジン 永久運動のひみつ』永美ハルオ絵 岩崎書店 1987 知識の絵本
- 『日本の技術 10　ビールの100年』第一法規出版 1989

### 共著
- 『先駆者と北海道』黒田孝郎共著 北海道新聞社 1978
- 『人と自然の24時間』日高敏隆共著 帆足次郎絵 岩波書店 1982 算数と理科の本

### 翻訳
- モーリス・ファーバー『図説=科学の歴史 第7巻　陸運の歴史』恒文社 1966